# 캐리비안의 해적: 죽은 자는 말이 없다
《캐리비안의 해적: 죽은 자는 말이 없다》(영어: Pirates of the Caribbean: Dead Men Tell No Tales)는 2017년 공개된 미국의 영화이다. 감독은 노르웨이 출신의 요아킴 뢴닝과 에스펜 산드베르그 콤비가 기용되었고 각본은 제프 네이선슨이 쓰게 된다.

## 출연진
- 조니 뎁: 잭 스패로우 역
- 하비에르 바르뎀: 캡틴 살라자르 역
- 제프리 러쉬: 헥터 바르보사 역
- 브렌턴 스웨이츠: 헨리 역
- 카야 스코델라리오: 카리나 스미스 역
- 올란도 블룸: 월 터너 역
- 케빈 맥널리: 조세미 깁스 역
- 데이비드 웬햄: 스카필드 역
- 골시프테 파라하니: 샨사 역
- 스티븐 그레이엄: 스크럼 역
- 마틴 클레바: 마티 역
- 키이라 나이틀리: 엘리자베스 스완 역
- 제시카 그린: 마을 여자 역
- 애덤 브라운: 크렘블 역
- 마헤쉬 자두: 스페인 병사 역
- 골란 D. 크류트: 해적 브룸 역
- 조 벤투라: 시장의 아내 역
- 제임스 멕케이: 매독스 역
- 로드니 아핏: 매드가 장교 역
- 폴 매카트니: 잭 삼촌 역 (특별출연)

## 제공
- 수입/배급 : 월트디즈니컴퍼니코리아 유한책임회사
- 제작 : 월트 디즈니 픽처스/제리 브록하이머 필름스